# Munsterbilzen
Munsterbilzen est un village situé à trois km au nord de la ville de Bilzen, à laquelle il est administrativement rattaché (Limbourg belge, en Région flamande de Belgique). C'était une commune à part entière avant la fusion des communes de 1977.
Le village est situé à 14 kilomètres au nord-est de Tongres.

## Histoire
A l'origine, Munsterbilzen était peut-être le centre d'un domaine mérovingien appelé Belisa. Vers 670, un monastère de femmes y fut fondé par Sainte Landrada, qui devint plus tard l'abbaye de Munsterbilzen. Il aurait été saccagé par les Vikings en 880 et refondé dans la seconde moitié du Xe siècle. À la fin du XIIe siècle, il devint un stift noble. L'abbesse avait les droits seigneuriaux de Munsterbilzen, alors appelé Monstreblisia, et plus largement du territoire dans la région, y compris Haccourt, Hallembaye (nl), Wellen et Kleine-Spouwen. Bien que la région soit sous la tutelle du comté de Looz, l'abbesse était aussi une princesse du Saint-Empire romain germanique et elle gouvernait sa région comme une reine souveraine. Dès le XVIe siècle, cette souveraineté est contestée par le prince-évêché de Liège, qui avait annexé Looz des siècles auparavant, mais ce n'est qu'en 1773 que la souveraineté du prince-évêque est reconnue.
La paroisse de Notre-Dame, dont le patronage et les droits de dîme appartenaient à l'Abbaye, est également ancienne. L'église Notre-Dame était l'église mère d'une dizaine d'autres paroisses.
En 1673, les Carmélites vinrent également à Munsterbilzen. Ils ont fondé une école latine. En 1779 leur succèdent les Capucins.
L'abbaye de Munsterbilzen a été fermée en 1794 par les troupes françaises, mais une partie des bâtiments est restée debout et en 1895, les Sœurs de Saint-Joseph (Les sœurs de Saint-Joseph du Bon Pasteur), expulsées de France, sont venues s'installer ici. Ils assurent l'éducation et fondent également une clinique psychiatrique, l' Asile Saint-Joseph pour des femmes aliénées, devenue l'actuel centre médical Medisch Centrum Sint-Jozef. C'était un très grand complexe. Les sœurs ont également fondé des monastères dans d'autres endroits de Munsterbilzen. Le monastère de Munsterbilzen a été transformé en 2006 en maison de repos pour les sœurs, pour les Pères Blancs d'Afrique et pour les personnes âgées du village.
Le complexe abbatial forme le centre du village. La zone agricole s'étendait au sud de ce village et au nord s'étendait la lande, qui fut reconquise dans le courant du XIXe siècle. Au cours des XIXe et XXe siècles, les bâtiments s'étendent vers le nord et le sud. En 1863, la ligne de chemin de fer Hasselt-Bilzen-Tongres est construite et en 1910 la ligne de tramway Genk-Liège. En conséquence, l'horticulture a pu également se développer à Munsterbilzen, dont les produits pouvaient être transportés sur de plus grandes distances. Après 1930, cette activité s'est tournée vers la floriculture.
Après la Seconde Guerre mondiale, certaines entreprises industrielles se sont également installées à Munsterbilzen. Cela concernait des entreprises de construction de bois et métal, une usine de béton, une usine de boissons gazeuses (Perron) et un atelier de diamantaires.

## Patrimoine
- L'ancienne abbaye bénédictine fondée par Sainte Landrade.

## Évolution démographique
- Sources: INS, www.limburg.be et Ville de Bilzen